# 2011-es IZOD IndyCar World Championship
A 2011-es IZOD IndyCar World Championship volt a 2011-es Izod IndyCar Series szezon tizenhetedik egyben a 2011-es IndyCar Series évadzáró futama. Ezen a versenyen versenyzett utoljára az IndyCar Series 2003 óta használt versenyautója, a Dallar IR-05 típusú versenyautó. Az eredeti tervek szerint öt IndyCar-ban nem versenyző pilóta is részt vett volna a versenyen, melyet ha valamelyikük megnyer ötmillió dollárt kap a győzelemért de érdeklődés hiányában ezt annyiban módosították, hogy Dan Wheldon fog menni a győzelemért és az azzal járó két és félmillió dollárért, és ha megnyeri akkor rajta kívül egy néző kapja meg a másik két és félmillió dollárt, Wheldon ezért a versenyen automatikusan az utolsó rajthelyről indul. A versenyt 2011. október 16-án rendezték meg a Nevada-i Las Vegasban található Las Vegas Motor Speedway-en. A versenyt az ABC közvetítette.
A verseny tizenegyedik körében tizenöt autó ütközött össze ekkor a versenyt leállították piros zászlóval, Dan Wheldon-t helikopterrel kórházba szállították kórházba de később belehalt sérüléseibe. A versenyt később törölték, de a versenyzők mentek öt kört, hogy Wheldon előtt tiszteleghessenek, az öt kört hármas sorokban tették meg, hogy Wheldon indianapolisi 500 győzelmei előtt tisztelegjenek. Dan Wheldon 33 évet élt.

## Nevezési lista
| Csapat                          | Első pilóta | Első pilóta         | Második pilóta | Második pilóta    | Harmadik pilóta | Harmadik pilóta | Negyedik pilóta | Negyedik pilóta  |
| ------------------------------- | ----------- | ------------------- | -------------- | ----------------- | --------------- | --------------- | --------------- | ---------------- |
| Newman/Haas Racing              | 2           | Oriol Servià        | 06             | James Hinchcliffe |                 |                 |                 |                  |
| Team Penske                     | 3           | Hélio Castroneves   | 6              | Ryan Briscoe      | 12              | Will Power      |                 |                  |
| Panther Racing                  | 4           | J. R. Hildebrand    | 44             | Buddy Rice        |                 |                 |                 |                  |
| KV Racing Technology - Lotus    | 5           | Szató Takuma        | 59             | E. J. Viso        | 82              | Tony Kanaan     |                 |                  |
| Andretti Autosport              | 7           | Danica Patrick      | 26             | Marco Andretti    | 27              | Mike Conway     | 28              | Ryan Hunter-Reay |
| Dragon Racing                   | 8           | Paul Tracy          |                |                   |                 |                 |                 |                  |
| Target Chip Ganassi Racing      | 9           | Scott Dixon         | 10             | Dario Franchitti  | 38              | Graham Rahal    | 83              | Charlie Kimball  |
| Dreyer & Reinbold Racing        | 11          | Davey Hamilton      | 22             | Townsend Bell     | 24              | Ana Beatriz     |                 |                  |
| A.J. Foyt Enterprises           | 14          | Vitor Meira         |                |                   |                 |                 |                 |                  |
| Rahal Letterman Laningan Racing | 15          | Jay Howard          | 30             | Pippa Mann        |                 |                 |                 |                  |
| Sam Schmidt Motorsports         | 17          | Wade Cunningham     | 77             | Dan Wheldon       |                 |                 |                 |                  |
| Dale Coyne Racing               | 18          | James Jakes         | 19             | Alex Lloyd        |                 |                 |                 |                  |
| Conquest Racing                 | 34          | Sebastian Saavedra  |                |                   |                 |                 |                 |                  |
| Sarah Fisher Racing             | 57          | Tomas Scheckter     | 67             | Ed Carpenter      |                 |                 |                 |                  |
| HVM Racing                      | 78          | Simona de Silvestro |                |                   |                 |                 |                 |                  |
| Bryan Herta Autosport           | 98          | Alex Tagliani       |                |                   |                 |                 |                 |                  |
| HIVATALOS NEVEZÉSI LISTA        |             |                     |                |                   |                 |                 |                 |                  |

## Eredmények

### Időmérő
| Pozíció               | #  | Pilóta              | Csapat                          | Első kör | Második kör | Összesen   | Átl. seb. (MPH) |
| --------------------- | -- | ------------------- | ------------------------------- | -------- | ----------- | ---------- | --------------- |
| 1.                    | 82 | Tony Kanaan         | KV Racing Technology - Lotus    | 25.0340  | 25.0242     | 00:50.0582 | 222.078         |
| 2.                    | 2  | Oriol Servià        | Newman/Haas Racing              | 25.0320  | 25.0299     | 00:50.0619 | 222.061         |
| 3.                    | 67 | Ed Carpenter        | Sarah Fisher Racing             | 25.1066  | 25.0801     | 00:50.1867 | 221.509         |
| 4.                    | 98 | Alex Tagliani       | Bryan Herta Autosport           | 25.1251  | 25.1022     | 00:50.2273 | 221.330         |
| 5.                    | 6  | Ryan Briscoe        | Team Penske                     | 25.1320  | 25.1408     | 00:50.2728 | 221.130         |
| 6.                    | 26 | Marco Andretti      | Andretti Autosport              | 25.1292  | 25.1438     | 00:50.2730 | 221.129         |
| 7.                    | 28 | Ryan Hunter-Reay    | Andretti Autosport              | 25.1598  | 25.1333     | 00:50.2931 | 221.040         |
| 8.                    | 38 | Graham Rahal        | Chip Ganassi Racing             | 25.1583  | 25.1535     | 00:50.3118 | 220.958         |
| 9.                    | 7  | Danica Patrick      | Andretti Autosport              | 25.1754  | 25.1440     | 00:50.3194 | 220.925         |
| 10.                   | 27 | Mike Conway         | Andretti Autosport              | 25.1773  | 25.1428     | 00:50.3201 | 220.922         |
| 11.                   | 3  | Hélio Castroneves   | Team Penske                     | 25.1750  | 25.1485     | 00:50.3235 | 220.907         |
| 12.                   | 17 | Wade Cunningham     | Sam Schmidt Motorsports         | 25.1814  | 25.1687     | 00:50.3501 | 220.790         |
| 13.                   | 9  | Scott Dixon         | Chip Ganassi Racing             | 25.1672  | 25.2001     | 00:50.3673 | 220.715         |
| 14.                   | 06 | James Hinchcliffe   | Newman/Haas Racing              | 25.1848  | 25.1855     | 00:50.3703 | 220.701         |
| 15.                   | 4  | J. R. Hildebrand    | Panther Racing                  | 25.1840  | 25.2006     | 00:50.3846 | 220.639         |
| 16.                   | 5  | Szató Takuma        | KV Racing Technology - Lotus    | 25.2003  | 25.1871     | 00:50.3874 | 220.627         |
| 17.                   | 12 | Will Power          | Team Penske                     | 25.2153  | 25.1956     | 00:50.4109 | 220.524         |
| 18.                   | 10 | Dario Franchitti    | Chip Ganassi Racing             | 25.2204  | 25.1984     | 00:50.4188 | 220.489         |
| 19.                   | 34 | Sebastian Saavedra  | Conquest Racing                 | 25.2356  | 25.2184     | 00:50.4540 | 220.335         |
| 20.                   | 19 | Alex Lloyd          | Dale Coyne Racing               | 25.2283  | 25.2306     | 00:50.4589 | 220.314         |
| 21.                   | 83 | Charlie Kimball     | Chip Ganassi Racing             | 24.5073  | 24.5181     | 00:49.0254 | 217.357         |
| 22.                   | 22 | Townsend Bell       | Dreyer & Reinbold Racing        | 25.2883  | 25.2660     | 00:50.5443 | 219.942         |
| 23.                   | 57 | Tomas Scheckter     | Sarah Fisher Racing             | 25.2914  | 25.2819     | 00:50.5733 | 219.816         |
| 24.                   | 11 | Davey Hamilton      | Dreyer & Reinbold Racing        | 25.3588  | 25.2889     | 00:50.6477 | 219.493         |
| 25.                   | 14 | Vitor Meira         | A. J. Foyt Enterprises          | 25.3747  | 25.3237     | 00:50.6984 | 219.273         |
| 26.                   | 8  | Paul Tracy          | Dragon Racing                   | 25.4167  | 25.4236     | 00:50.8403 | 218.661         |
| 27.                   | 15 | Jay Howard          | Rahal Letterman Laningan Racing | 25.4637  | 25.4961     | 00:50.8598 | 218.577         |
| 28.                   | 30 | Pippa Mann          | Rahal Letterman Laningan Racing | 25.4970  | 25.4608     | 00:50.9578 | 218.157         |
| 29.                   | 24 | Ana Beatriz         | Dreyer & Reinbold Racing        | 25.4996  | 25.4591     | 00:50.9587 | 218.153         |
| 30.                   | 78 | Simona de Silvestro | HVM Racing                      | 25.4694  | 25.4943     | 00:50.9637 | 218.132         |
| 31.                   | 59 | E. J. Viso          | KV Racing Technology - Lotus    |          |             | Nincs idő  |                 |
| 32.                   | 18 | James Jakes         | Dale Coyne Racing               |          |             | Nincs idő  |                 |
| 33.                   | 44 | Buddy Rice*         | Panther Racing                  | 25.2346  | 25.2064     | 00:50.4410 | 220.392         |
| 34.                   | 77 | Dan Wheldon         | Sam Schmidt Motorsports         | 25.1540  | 25.7447     | 00:50.8987 | 218.410         |
| HIVATALOS VÉGEREDMÉNY |    |                     |                                 |          |             |            |                 |

- Buddy Rice eredetileg a tizenkilencedik helyre kvalifikálta magát, de az időmérő után törölték az eredményét és a mezőny végére sorolták, mert gyors körében lement a fehér vonal alá, ami a pálya alsó határát jelzi.
- Dan Wheldon eredetileg a huszonnyolcadik helyre kvalifikálta magát, de mivel az ötmilliós kihíváson indul - valójában két és félmillióért a másik két és félmilliót egy néző kapja amennyiben megnyeri a versenyt - az utolsó helyről kell indulnia a versenyen.

## Rajtfelállás
| Rajtsor | Belső ív | Belső ív           | Külső ív | Külső ív            |
| ------- | -------- | ------------------ | -------- | ------------------- |
| 1       | 82       | Tony Kanaan        | 2        | Oriol Servià        |
| 2       | 67       | Ed Carpenter       | 98       | Alex Tagliani       |
| 3       | 6        | Ryan Briscoe       | 26       | Marco Andretti      |
| 4       | 28       | Ryan Hunter-Reay   | 38       | Graham Rahal        |
| 5       | 7        | Danica Patrick     | 27       | Mike Conway         |
| 6       | 3        | Hélio Castroneves  | 17       | Wade Cunningham     |
| 7       | 9        | Scott Dixon        | 06       | James Hinchcliffe   |
| 8       | 4        | J. R. Hildebrand   | 5        | Szató Takuma        |
| 9       | 12       | Will Power         | 10       | Dario Franchitti    |
| 10      | 34       | Sebastian Saavedra | 19       | Alex Lloyd          |
| 11      | 83       | Charlie Kimball    | 22       | Townsend Bell       |
| 12      | 57       | Tomas Scheckter    | 11       | Davey Hamilton      |
| 13      | 14       | Vitor Meira        | 8        | Paul Tracy          |
| 14      | 15       | Jay Howard         | 30       | Pippa Mann          |
| 15      | 24       | Ana Beatriz        | 78       | Simona de Silvestro |
| 16      | 59       | E. J. Viso         | 18       | James Jakes         |
| 17      | 44       | Buddy Rice         | 77       | Dan Wheldon         |

## A verseny állása a piros zászló érvénybelépésekor
| Pozíció | #  | Pilóta              | Csapat                         | Futott kör | Státusz    | Rajthely | Élen töltött körök száma |
| ------- | -- | ------------------- | ------------------------------ | ---------- | ---------- | -------- | ------------------------ |
| 1.      | 82 | Tony Kanaan         | KV Racing Technology – Lotus   | 12         | Versenyben | 1        | 12                       |
| 2.      | 67 | Ed Carpenter        | Sarah Fisher Racing            | 12         | Versenyben | 3        | 0                        |
| 3.      | 6  | Ryan Briscoe        | Team Penske                    | 12         | Versenyben | 5        | 0                        |
| 4.      | 26 | Marco Andretti      | Andretti Autosport             | 12         | Versenyben | 6        | 0                        |
| 5.      | 2  | Oriol Servià        | Newman/Haas Racing             | 12         | Versenyben | 2        | 0                        |
| 6.      | 98 | Alex Tagliani       | Bryan Herta Autosport          | 12         | Versenyben | 4        | 0                        |
| 7.      | 38 | Graham Rahal        | Chip Ganassi Racing            | 12         | Versenyben | 8        | 0                        |
| 8.      | 28 | Ryan Hunter-Reay    | Andretti Autosport             | 12         | Versenyben | 7        | 0                        |
| 9.      | 3  | Hélio Castroneves   | Team Penske                    | 12         | Versenyben | 11       | 0                        |
| 10.     | 06 | James Hinchcliffe   | Newman/Haas Racing             | 12         | Versenyben | 14       | 0                        |
| 11.     | 5  | Szató Takuma        | KV Racing Technology – Lotus   | 12         | Versenyben | 16       | 0                        |
| 12.     | 7  | Danica Patrick      | Andretti Autosport             | 12         | Versenyben | 9        | 0                        |
| 13.     | 9  | Scott Dixon         | Chip Ganassi Racing            | 12         | Versenyben | 13       | 0                        |
| 14.     | 10 | Dario Franchitti    | Chip Ganassi Racing            | 12         | Versenyben | 18       | 0                        |
| 15.     | 34 | Sebastián Saavedra  | Conquest Racing                | 12         | Versenyben | 19       | 0                        |
| 16.     | 27 | Mike Conway         | Andretti Autosport             | 12         | Versenyben | 10       | 0                        |
| 17.     | 78 | Simona De Silvestro | HVM Racing                     | 12         | Versenyben | 30       | 0                        |
| 18.     | 24 | Ana Beatriz         | Dreyer & Reinbold Racing       | 12         | Versenyben | 29       | 0                        |
| 19.     | 11 | Davey Hamilton      | Dreyer & Reinbold Racing       | 12         | Versenyben | 24       | 0                        |
| 20.     | 18 | James Jakes         | Dale Coyne Racing              | 11         | Pit-ben    | 32       | 0                        |
| 21.     | 14 | Vitor Meira         | A. J. Foyt Enterprises         | 11         | Pit-ben    | 25       | 0                        |
| 22.     | 17 | Wade Cunningham     | Sam Schmidt Motorsports        | 10         | Baleset    | 12       | 0                        |
| 23.     | 4  | J. R. Hildebrand    | Panther Racing                 | 10         | Baleset    | 15       | 0                        |
| 24.     | 22 | Townsend Bell       | Dreyer & Reinbold Racing       | 10         | Baleset    | 22       | 0                        |
| 25.     | 15 | Jay Howard          | Rahal Letterman Lanigan Racing | 10         | Baleset    | 27       | 0                        |
| 26.     | 57 | Tomas Scheckter     | Sarah Fisher Racing            | 10         | Baleset    | 23       | 0                        |
| 27.     | 83 | Charlie Kimball     | Chip Ganassi Racing            | 10         | Baleset    | 21       | 0                        |
| 28.     | 8  | Paul Tracy          | Dragon Racing                  | 10         | Baleset    | 26       | 0                        |
| 29.     | 59 | E. J. Viso          | KV Racing Technology – Lotus   | 10         | Baleset    | 31       | 0                        |
| 30.     | 77 | Dan Wheldon         | Sam Schmidt Motorsports        | 10         | Baleset    | 34       | 0                        |
| 31.     | 19 | Alex Lloyd          | Dale Coyne Racing              | 10         | Baleset    | 20       | 0                        |
| 32.     | 30 | Pippa Mann          | Rahal Letterman Lanigan Racing | 10         | Baleset    | 28       | 0                        |
| 33.     | 12 | Will Power          | Team Penske                    | 10         | Baleset    | 17       | 0                        |
| 34.     | 44 | Buddy Rice          | Panther Racing                 | 10         | Baleset    | 33       | 0                        |

### A bajnokság végeredménye
Miután a versenyt törölték, Dario Franchitti lett az IZOD IndyCar Series 2011-es bajnoka negyedszer, zsinórban harmadszor. Will Power részese volt a tizenöt autó balesetének, Power később hátfájdalmakra panaszkodott és kórházba szállították.

## Reakciók
Dan Wheldon tesztelte az IndyCar 2012-től használatos autóját. Az egész IndyCar bajnokság és még sokan mások részvétüket nyilvánították ki Dan Wheldon családjának. Dan Wheldon eredetileg részt vett volna a Gold Coast 600-on jó barátja, az ausztrál James Courtney csapattársaként. Amikor Courtney értesűlt Dan Wheldon haláláról eszébe juttatta a versenyzés veszélyeit. Tony Kanaan bejelentette, hogy mégsem fog részt venni a Gold Coast 600-as versenyen Dan Wheldonra való tekintettel. Dan Wheldon-t az angol Darren Turner helyettesítette a Gold Coast 600-on. Alex Tagliani, Hélio Castroneves, Ryan Briscoe, Sebastien Bourdais valamint Simon Pagenaud kifejezetten ellenezték Wheldon halálát követően, hogy az IndyCar visszatérjen a Las Vegas Motor Speedway-re. Sam Schmidt (akinek az autóját vezette Wheldon) elgondolkodott, hogy továbbra is részt vegyen az IndyCar-ban, ehhez hasonlóan gondolkozik Davey Hamilton és Paul Tracy is azon, hogy folytassák-e a versenyzést a továbbiakban.

## Kritikák
Alex Lloyd, Dario Franchitti és Oriol Servià kifejezetten ellenzik az olyan nagy dölésszögű pályákon való versenyzést mint a Las Vegas-i. A NASCAR ötszörös bajnoka Jimmie Johnson kijelentette, hogy az IndyCar-nak fel kéne hagynia az oválversenyzéssel. Az 1979-es F1 bajnok Jody Scheckter viszont felszólította fiát Tomas-t, hogy fejezze be IndyCar-os pályafutását. A korábbi F1 és CART versenyző Mark Blundell szerint veszélyes az IndyCar-nak egy olyan pálya, mint a Las Vegas-i és az is veszélyes volt, hogy 34 autót engedtek versenyezni a pályán.

## A balesettel kapcsolatos vizsgálat
Három nappal a baleset után jelentették be a szervezők, hogy vizsgálatot indítanak a balesettel kapcsolatban. Az FIA is felajánlotta a segítségét a vizsgálathoz, de később nem vettek részt a vizsgálatban. A későbbiekben a tervek szerint Dario Franchitti és a Chip Ganassi Racing tesztelni fogja a Las Vegas-i pályán az új IndyCar autót.